# Hermsdorf (Münchehofe)

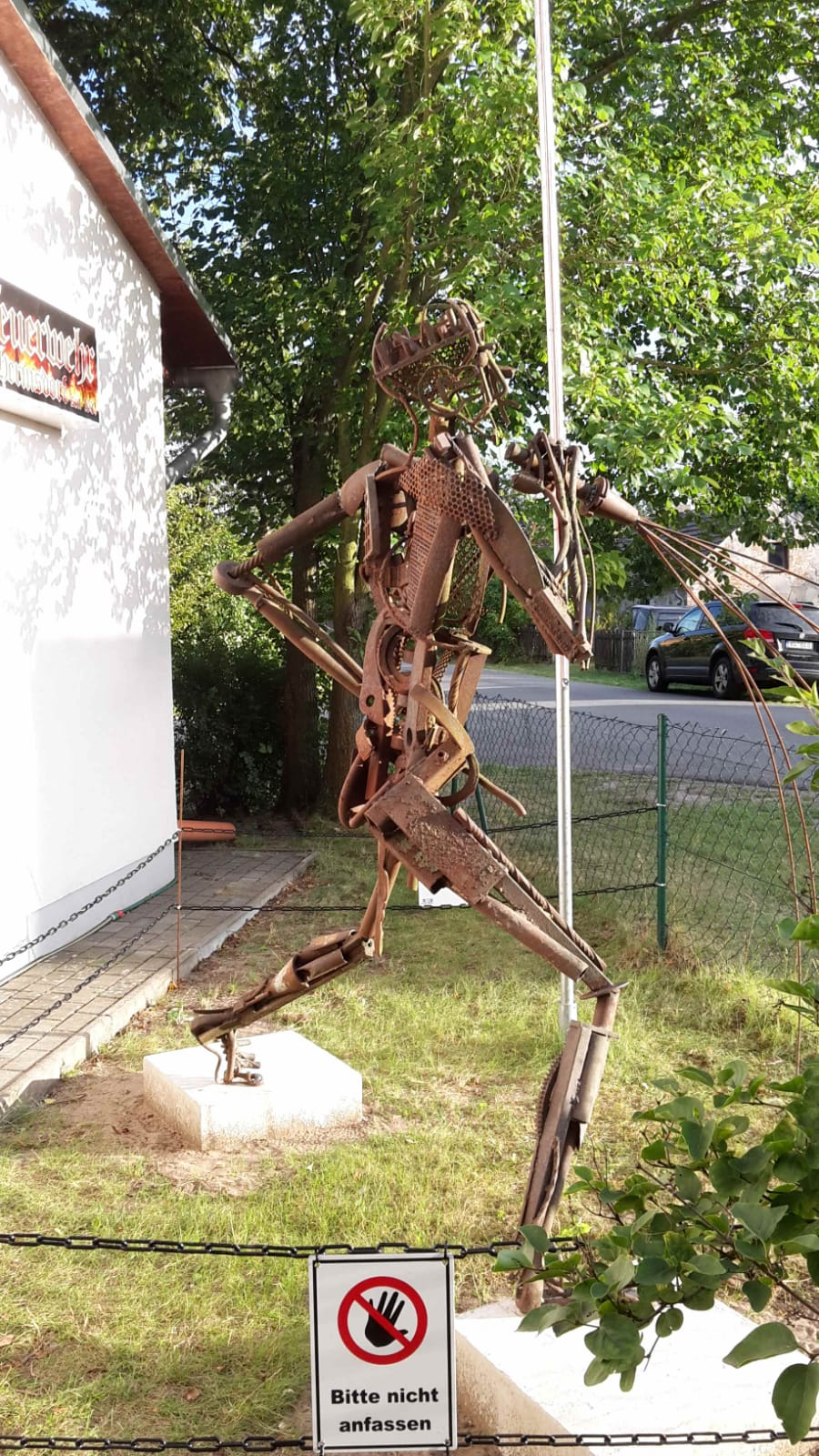
Florian-Statue des Künstlers Wolfgang Georgsdorf

Hermsdorf ist ein Ortsteil der Gemeinde Münchehofe im Landkreis Dahme-Spreewald in Brandenburg.

## Geographische Lage

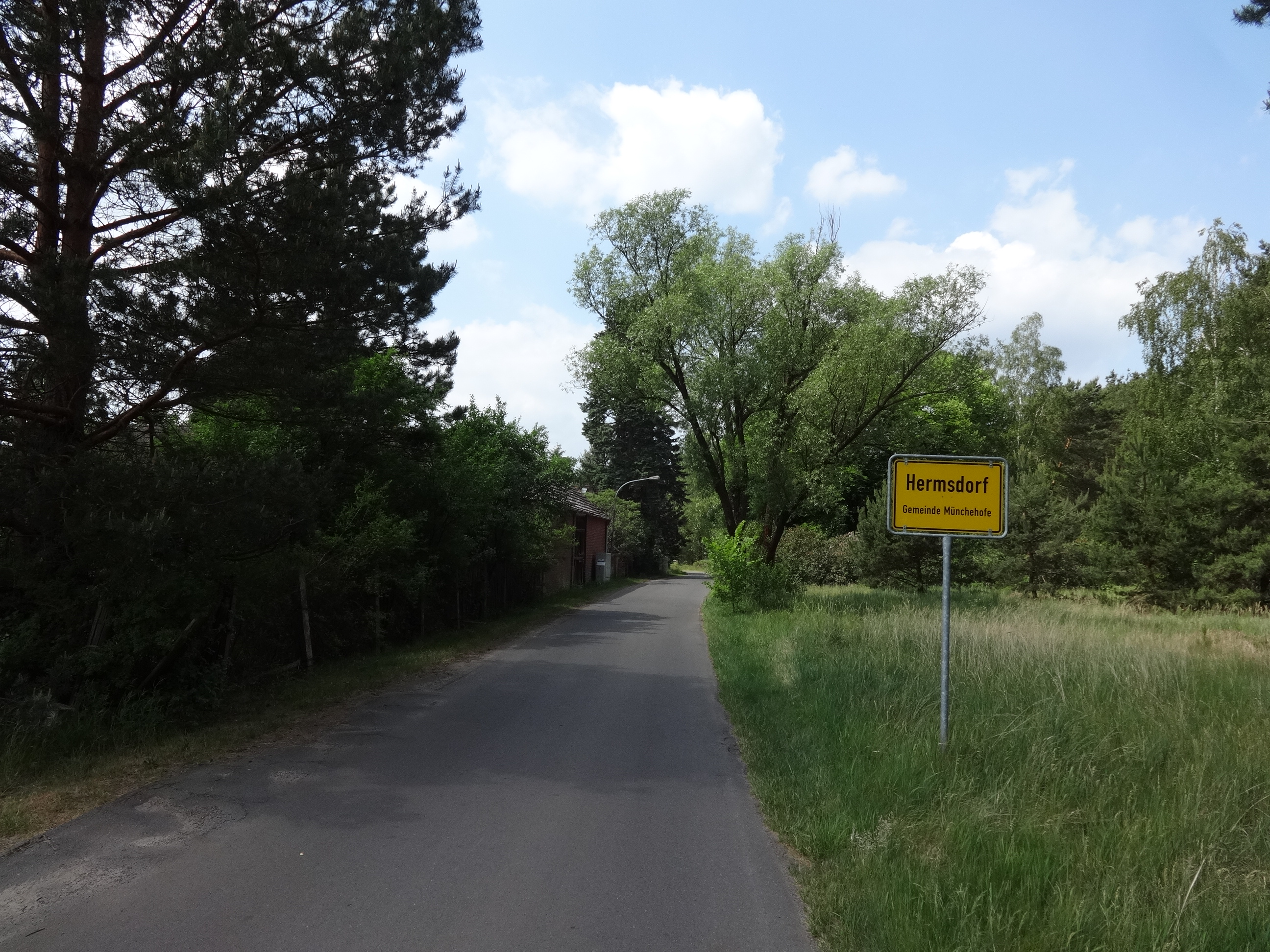
Nördlicher Ortseingang

Der Ortsteil liegt rund 2,9 km nordöstlich des Gemeindezentrums. Er grenzt im Norden an den Ortsteil Prieros von Storkow (Mark), im Westen an Groß Köris sowie im Osten an Kehrigk. Nordöstlich liegt der Gemeindeteil Hermsdorf Mühle, südwestlich der Gemeindeteil Birkholz. Die Wohnbebauung erstreckt sich um das Gassendorf; die umliegenden Flächen sind bewaldet. Im Westen befinden sich landwirtschaftlich genutzte Flächen, die durch das Hermsdorfer Fließ in die Dahme entwässert werden.

## Geschichte

### Frühzeit bis 16. Jahrhundert
In einer zur 600-Jahr-Feier von Münchehofe im Jahr 2006 veröffentlichten Ortschronik berichten Franz Müller und Ralf Irmscher zwar von einer Besiedlung der Region durch Germanen, ein direkter Fund auf der Gemarkung von Hermsdorf existiert jedoch nicht. Gleiches gilt für die anschließende Besiedlung durch Slawen. Laut einer Publikation des NABU wurde Hermsdorf im Jahr 1448 erstmals urkundlich als Hermißdorff erwähnt. Es gehörte vor 1485 bis 1707 der Familie von Langen aus Münchehofe, die 1518 Dorf und Mühle besaßen. Die Schreibweise wechselte auf Hermsdorff im Jahr 1554. Im Jahr 1576 lebten im Dorf elf Bauern und elf Kossäten.

### 17. bis 18. Jahrhundert
Zur Jahrhundertwende war Hermsdorf auf 14 Bauernhufen mit elf Kossäten, einem Hirten und einem Wassermüller angewachsen. Das Dorf wurde – wie viele umliegende Siedlungen – im Dreißigjährigen Krieg schwer zerstört. Dies zeigt eine Statistik aus dem Jahr 1692. Demzufolge war das Schulzengut mit vier Hufen wüst. Von den zehn Einhufnern lagen sechs Höfe wüst. Die elf Kossätenhöfe waren besetzt, ebenso kam ein Pachtschäfer ins Dorf. Von den zwei Mühlen lag eine wüst. Im genannten Jahr überließ Hans Ernst von Langen seine Lehnsansprüche Ulrich Gottfried von Wolfersdorf.
1701 gelangte Münchehofe in den Besitz von Heinrich Wilhelm von Goertz, einem Oberst eines schwedischen Dragonerregiments. Er wollte seinen Sitz vergrößern und kaufte Hermsdorf für 16.000 Taler an. Im Jahr 1709 übernahm der Leibmedikus Mentzel das Dorf und baute es zu einem Rittergut aus (1720). Anschließend übernahm für fünf Jahre die Familie de Veyne das Dorf. Es war zu dieser Zeit 25 Hufen groß; die Einwohner brachten 4 Wispel 14 Scheffel 9 Metzen Wintersaat aus (1727). Im Folgejahr übernahm die Herrschaft Königs Wusterhausen bzw. das Amt das Dorf. In ihm gab es im Jahr 1745 ein Vorwerk, eine Schäferei, drei Bauern, acht Kossäten, einen Fischer, eine Wassermühle mit einem Gang sowie eine Schneidemühle mit einem Müller. Im Ersten Schlesischen Krieg musste die Bevölkerung Soldaten des Herzogs von Braunschweig versorgen. Die Entbehrungen der Bevölkerung führten dazu, dass im Zweiten Schlesischen Krieg die Bürgermeister ihre Ortschaften, darunter auch Hermsdorf, abriegelten. Zu Plünderungen kam es kurze Zeit später im Siebenjährigen Krieg durch österreichische und russische Truppen. Im Jahr 1775 lebten im Dorf acht Bauern, acht Kossäten, 15 Büdner und andere, die in Summe 26 Feuerstellen (= Haushalte) betrieben.

### 19. Jahrhundert

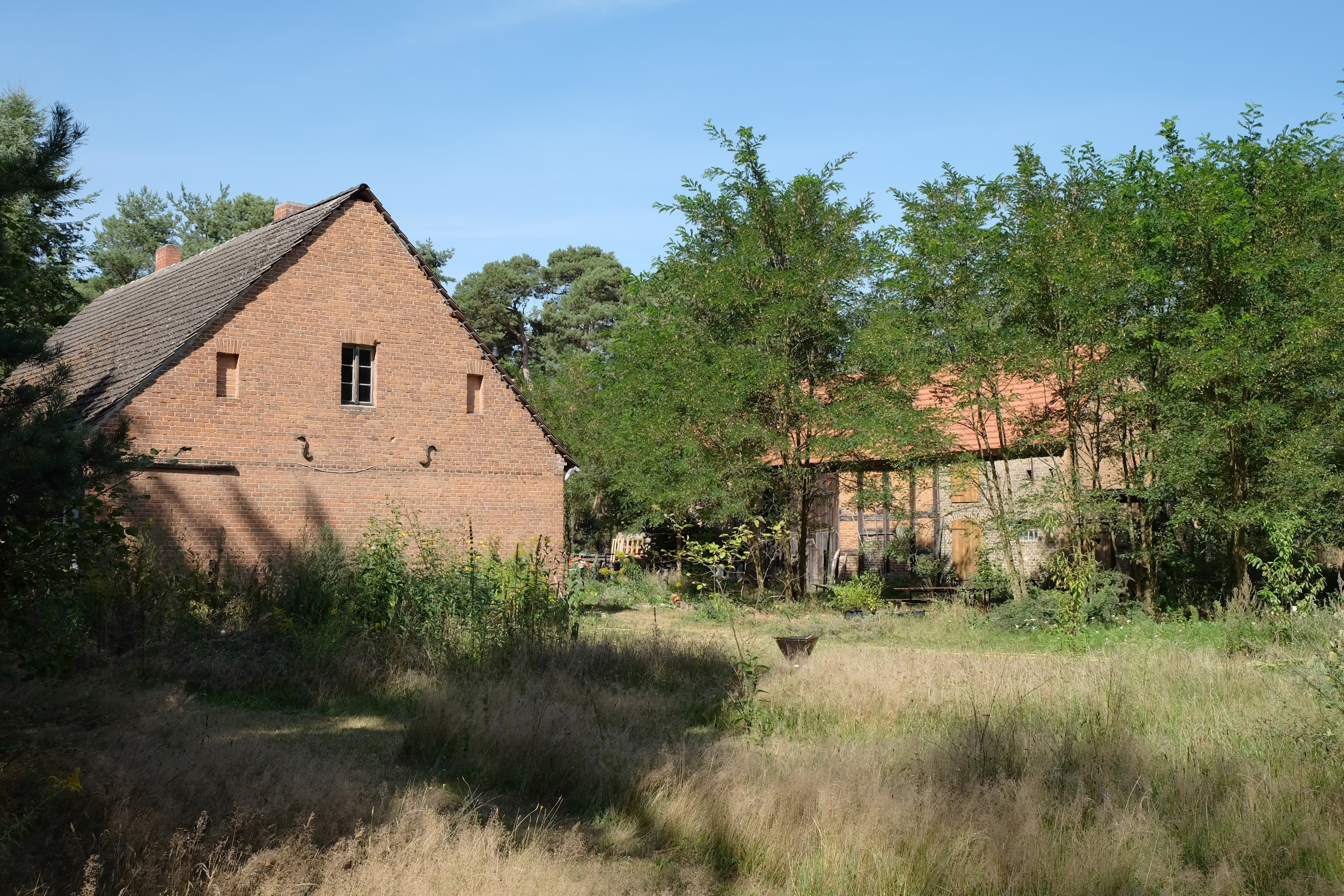
Ehemalige Unterförsterei in Birkbusch

Eine Statistik aus 1801 führt für das 25 Hufen große Dorf drei Ganzbauern, acht Ganzkossäten, drei Büdner, elf Einlieger, einen Krug, einen Teerofen sowie eine entfernt liegende Wasser-, Mahl- und Schneidemühle auf. Die Einwohner betrieben nur noch 25 Feuerstellen. Außerdem gab es ein Amtsvorwerk, das 1812 verkauft, aber 1852 für das königliche Hausfideikommiss zurückgekauft wurde. Das Areal wurde zunächst dem Forstrevier Kleinwasserburg zugeschlagen, später aber als eigenständiges Gut und Gutsbezirk geführt. Im Jahr 1823 errichtete das Amt ein Unterförsteretablissement bei Hermsdorf. Es bestand im Jahr 1837 als Dorf mit Rittergut, Wassermühle und Teerofen; in Summe aus 35 Wohnhäusern. Das Rittergut wuchs bis auf 850 Morgen (Mg) Fläche im Jahr 1852 an und bestand aus 5 Mg Gärten, 397 Mg Acker, 90 Mg Wiese und 88 Mg Hütung. Durch gekaufte oder getauschte Parzellen der Dorffeldmark stieg die Fläche auf 1077 Mg. Kurze Zeit später wurde es in ein Forstetablissement umgewandelt, in dem die Försterstelle aus Birkbusch nach Hermsdorf ihren Sitz fand. Eine Statistik aus dem Jahr 1858 führt das Dorf mit einem Abbau (Hermsdorfer Teerofen oder Pechhütte) auf, in dem drei öffentliche, 35 Wohn- und 61 Wirtschaftsgebäude (ohne Große Mühle und Kleine Mühle) standen. Es war 1892 Mg groß: 13 Mg Gehörte, 45 Mg Gartenland, 945 Mg Acker, 212 Mg Wiese, 457 Mg Weide und 220 Mg Wald. Im ehemaligen Rittergut stand das Forsthaus, dem der Schutzbezirk des Gutsbezirks Forstrevier Kleinwasserburg zugewiesen war. Es bestand in Summe aus zwei öffentlichen und vier Wirtschaftsgebäuden (darunter das Forstaufseherhaus). Aus dem 19. Jahrhundert ist die Existenz einer Schule überliefert. Wenige Jahre später lebten im Dorf drei Bauern und elf Kossäten (1864). Das Forstetablissement Hermsdorf wurde 1877 verkauft und dem Gemeindebezirk Hermsdorf zugewiesen. Wenige Jahre später wurde das Gut in einzelnen Parzellen verpachtet (1884).

### 20. Jahrhundert
Zur Jahrhundertwende standen im 402 Hektar (ha) großen Dorf 49 Häuser. Die Fläche gliederte sich in 28 ha Wiese, 18 ha Weide, 83 ha Forst sowie 220 ha Acker und Gartenland auf. Der Forstbezirk war 57 ha groß, davon 46 ha Acker und Gartenland sowie 10 ha Wiese; dort standen sechs Häuser. Die dortigen Arbeiter erhielten im Jahr 1920 Unterstützung aus Waldarbeitern auf dem zur Oberförsterei Kleinwasserburg erworbenen Gehöft Nickholz. Das Gut und der Gutsbezirk wurden 1928 mit der Gemeinde vereinigt; vier Hektar gingen dabei an die Gemeinde Münchehofe. Hermsdorf wurde 1931 Landgemeinde mit einer Fläche von 1426 ha, 53 Wohnhäusern und den Wohnplätzen Birkbusch, Große Mühle, Kleine Mühle und Nickholz. Es gab 1939 fünf land- und forstwirtschaftliche Betriebe, die zwischen 20 und 100 ha groß waren. Acht Betriebe waren zwischen 10 und 20 ha, 16 zwischen 5 und 10 ha sowie 22 zwischen 0,5 und 5 ha groß.
Im Zweiten Weltkrieg war Hermsdorf von den Kampfhandlungen im Kessel von Halbe betroffen. Zeitzeugen berichten von rund 2.000 Verwundeten, die im Ort versorgt werden mussten – viele davon in einem Landschulheim in Hermsdorf-Mühle. Im Jahr 1946 wurden 68 ha aufgeteilt: 26 ha erhielten elf Landarbeiter und landlose Bauern, 40 ha gingen an 22 landarme Bauern sowie 2 ha Wege und Gräben an den Ausschuss für gegenseitige Bauernhilfe. Die Einwohner gründeten 1960 eine LPG Typ I mit 61 Mitgliedern und 279 ha Fläche, die nach 1962 an die LPG Typ III Münchehofe angeschlossen wurde. Das Dorf wurde 1974 in die Gemeinde Münchehofe eingemeindet. Im Ort bestand im Jahr 1977 die Revierförsterei Hermsdorf.

## Bevölkerungsentwicklung
| Jahr      | 1774 | 1801 | 1817 | 1837 | 1858                              | 1895       | 1925                 | 1939 | 1946 | 1964 | 1971 |
| Einwohner | 156  | 171  | 169  | 305  | Dorf 340 und 13 Forstaufseherhaus | 300 und 35 | 221 und 5 (Nickholz) | 243  | 391  | 205  | 156  |

## Sehenswürdigkeit

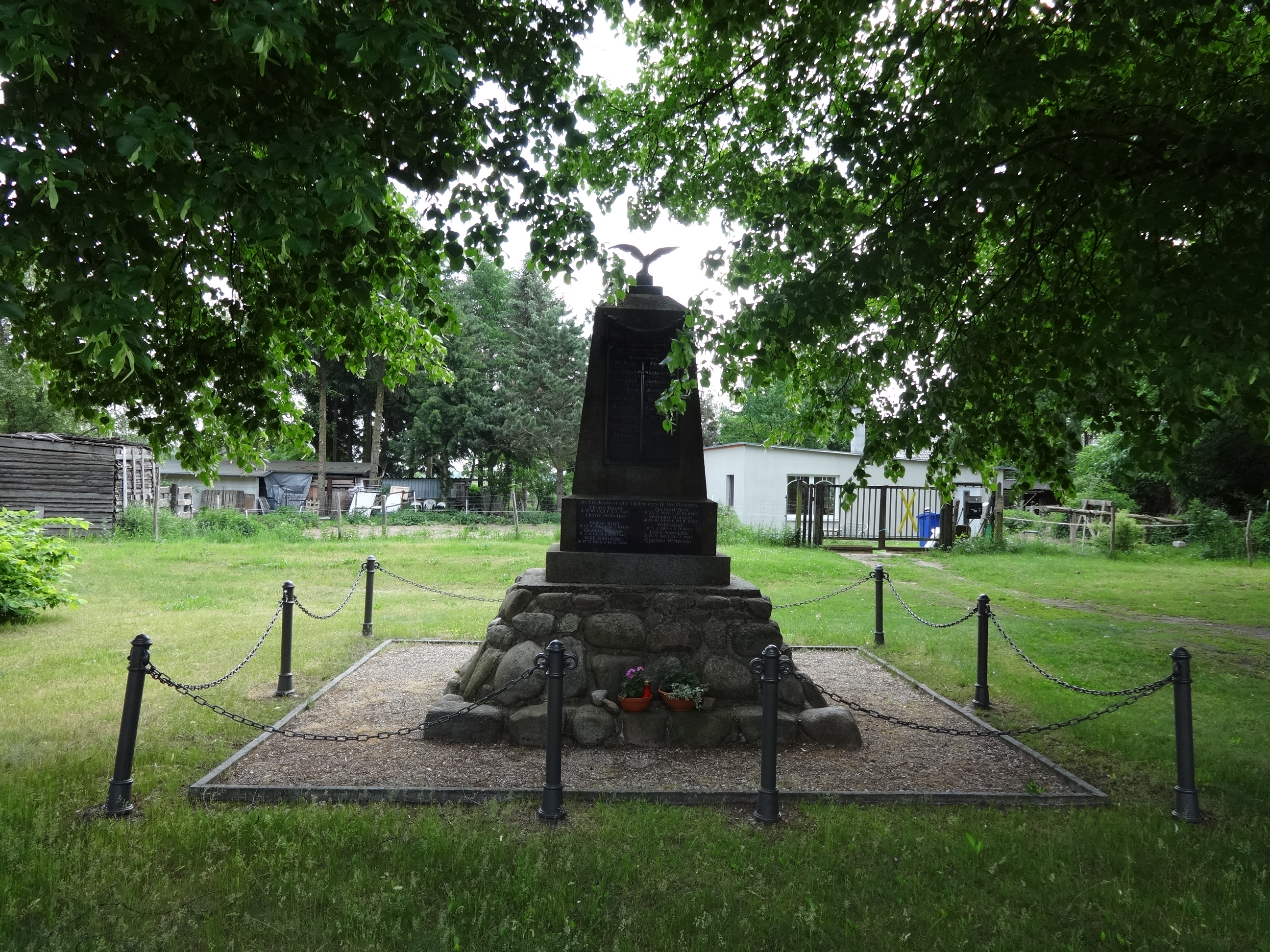
Denkmal für die Gefallenen der Weltkriege

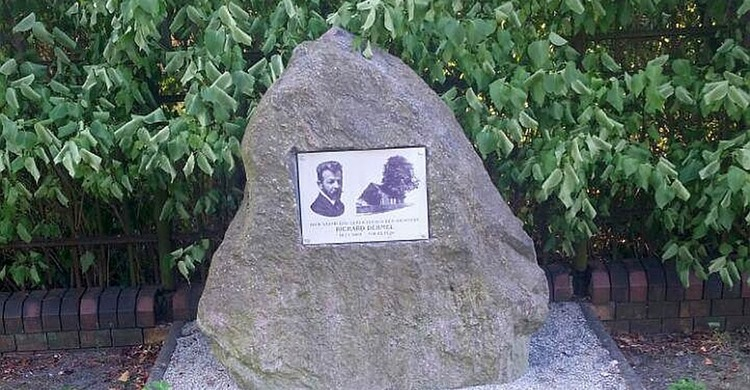
Gedenkstein für Richard Dehmel

An der Dorfstraße erinnert ein Denkmal an die Gefallenen des Ersten und Zweiten Weltkrieges. Im Jahr 2019 wurde eine vom österreichischen Künstler Wolfgang Georgsdorf geschaffene Statue des Heiligen Florian an der Freiwilligen Feuerwehr aufgestellt und eingeweiht. Ein Gedenkstein des Dichters und Schriftstellers Richard Dehmel befindet sich in unmittelbarer Nähe dazu.

## Wirtschaft und Infrastruktur, Vereine
Hermsdorf ist über den Mühlenweg in westlicher Richtung mit dem Ortsteil Hermsdorf Mühle sowie über die Hermsdorfer Straße mit Münchehofe verbunden. In südlicher Richtung führt die Dorfstraße in Richtung Märkisch Buchholz.
Im Ortsteil sind ein Dorfclub, ein Reiterstammtisch sowie ein Förderverein der Freiwilligen Feuerwehr aktiv.

## Persönlichkeiten
- Richard Dehmel (1863–1920), deutscher Dichter und Schriftsteller, geboren in Hermsdorf[3]